# Станоевич, Марко (футболист)
Марко Станоевич (серб. Марко Станојевић / Marko Stanojević; 22 июня 1988, Пирот, СФР Югославия) — сербский футболист, полузащитник самаркандского клуба «Динамо».

## Карьера
Станоевич начал свою карьеру в молодёжной команде «Црвена Звезда». Выступал за сербские клубы «Рад», «Сопот», «Лaкташи».
В 2012 году подписал контракт с молдавским «Шерифом». И сразу стал с командой чемпионом Молдавии. В сезоне 2013/14 вместе с командой пробился в групповой этап Лиги Европы. По итогам сезона 2013/14 стал во второй раз чемпионом Молдавии.
Летом 2014 года на правах аренды сроком на один год с дальнейшим правом выкупа перешёл в азербайджанский «Симург». Первую игру за новый клуб провёл против футбольного клуба «Нефтчи». Но после окончания аренды в клубе не задержался.
Осенью 2015 года серб сыграл пару игр за клуб «Аль-Фатех» из Саудовской Аравии, но вскоре вернулся в свой ставший родным клуб — сербский «Рад», где доиграл сезон 2015/16 и провёл 17 игр в первом круге сезона 2016/17.
В январе 2017 года Станоевич подписал контракт с казахстанским клубом «Шахтёр». За сезон провёл больше всех игр в команде (30 из 33) и забил 4 гола, также сыграл в 4 играх на Кубок.
В декабре 2017 года перешёл в клуб «Астана».

## Достижения
- Чемпион Молдавии (2): 2012/13, 2013/14
- Обладатель Суперкубка Молдавии: 2013
- Чемпион Узбекистана: 2024